# Mythimna sachalinensis
Mythimna sachalinensis är en fjärilsart som beskrevs av Matsumura 1925. Mythimna sachalinensis ingår i släktet Mythimna och familjen nattflyn. Inga underarter finns listade i Catalogue of Life.